# Садки (Вишевицька сільська громада)
Садки́ — село в Україні, в Житомирському районі Житомирської області. Входить до складу Вишевицької сільської громади. Населення становить 65 осіб.

## Історія
Засноване у 1850-х київським купцем-лісопромисловцем Бухтєєвим, який придбав ці землі у землевласника Галецького із села Веприн. До 1923 року Бухтіївка, слобода.

## Населення

### Мова
Розподіл населення за рідною мовою за даними перепису 2001 року:
| Мова       | Кількість | Відсоток |
| ---------- | --------- | -------- |
| українська | 61        | 93.85%   |
| російська  | 4         | 6.15%    |
| Усього     | 65        | 100%     |

## Відомі люди
- Рихальський Аполлон Герасимович (1895 - 1938),  підпоручник, армія УНР.
- Рихальський Михайло Герасимович ( 1885 -?), прапорщик, армії УНР.